# پیتر کارستن
پیتر کارستن (انگلیسی: Peter Carsten؛ ۳۰ آوریل ۱۹۲۸ – ۲۰ آوریل ۲۰۱۲) هنرپیشه و تهیه‌کننده اهل کشور آلمان بود. وی بین سال‌های ۱۹۵۳ تا ۱۹۹۹ در ۹۰ فیلم بازی کرد.
از فیلم‌هایی که وی در آن نقش داشته است می‌توان به زپلین، شیطان در شب آمد، هنر زندگی، انتقام فو مانچو و خاطرات کوئیلر اشاره کرد.